# Ульріх I (граф Вюртембергу)
Ульріх I Засновник (нім. Ulrich I. der Stifter; 1226– 25 лютого 1265) — 5-й граф Вюртембергу в 1241—1265 роках. Зміцнив й розширив свої володіння. Мав також прізвисько «Ульріх з великим пальцем» (нім. Ulrich mit dem Daumen) через сильно збільшений великий палець на правій руці.

## Життєпис
Походив з Вюртемберзького дому. Ймовірно син Германа і онук Гартмана, графа Вюртемберзького. Його матір'ю розглядається Ірменгарда фон Ультерн. Проте щодо батьків все ще існують дискусії. Висловлюється припущення, що Ульріх був сином графа Людвіга III. У документі 1255 Ульріх вказаний як родич графа Альберта IV фон Діллінген з боку батька.
Народився 1226 року. Першим артефактом самостійної діяльності є печатка 1238 року, на якій зображено 3 гори з вежами на кожній.
1241 року після смерті родича Людвіга III разом з молодшим братом Ебергардом успадкував графство Вюртемберг. Був вірним васалом імператора Фрідріх II Гогенштауфена, якому 1243 року в Капуї продав графство в Альбгау разом із замком Еглофс.
Втім 1246 року після рішення Ліонського собору щодо усунення Фрідріха II з престолу Ульріх I перейшов на бік Генріха Распе, якого було обрано королем Німеччини. Брав участь в переможній битві на річці Нідда проти військ Конрада Гогенштауфена. Після цього за підтримки папських представників розширив свої володіння в Середньому Неккарі. Потім підтримував іншого короля Вільгельма Голландського. На дяку за підтримку проти Конрада IV, отримав частину володінь Гогенштауфенів в Швабії.
1251 року Ульріх I одружився з представницею Баденського дому, отримавши як посаг містечко Штутгарт. 1254 року визнав Конрадіна Гогенштауфена герцогом Швабським. 1258 року невдовзі після смерті дружини одружився вдруге.
1265 року купив в Генріха I фон Фюрстенберга графство Урах. Того ж року Ульріх I разом з дружиною помер, ймовірно внаслідок якоїсь епідемії.

## Родина
1. Дружина — Мехтільда, донька Германа V Церінгена, маркграфа Баденського
Діти:
- Ульріх (1254—1279), 6-й граф Вюртембергу
- Агнеса (д/н—1305), дружина: 1) графа Конрад IV фон Еттінген; 2) графа Фрідріх II фон Труендінгена; 3) Крафта I, графа фон Гогенлое-Вайкерсгайма
- Мехтільда (до 1259—1284), дружина Альбрехта Габсбурга, граф Шенкенберг

2. Дружина — Агнес Лігницька
Діти:
- Ірменгарда (до 1264—1278), дружина Гессо, маркграфа Бадену
- Ебергард (1265—1325), 7-й граф Вюртембергу